# Banguela
Banguela é um gênero fóssil de pterossauro da família Dsungaripteridae do Cretáceo Inferior do Brasil. A espécie-tipo é denominada Banguela  oberlii. Seus restos fósseis foram encontrados na formação Romualdo, Chapada do Araripe.